# Lebanon Junction (Kentucky)
Lebanon Junction es una ciudad ubicada en el condado de Bullitt en el estado estadounidense de Kentucky. En el Censo de 2010 tenía una población de 1813 habitantes y una densidad poblacional de 121,97 personas por km².

## Geografía
Lebanon Junction se encuentra ubicada en las coordenadas 37°50′8″N 85°43′17″O / 37.83556, -85.72139. Según la Oficina del Censo de los Estados Unidos, Lebanon Junction tiene una superficie total de 14.86 km², de la cual 14.61 km² corresponden a tierra firme y (1.71%) 0.25 km² es agua.

## Demografía
Según el censo de 2010, había 1813 personas residiendo en Lebanon Junction. La densidad de población era de 121,97 hab./km². De los 1813 habitantes, Lebanon Junction estaba compuesto por el 96.53% blancos, el 0.61% eran afroamericanos, el 0.44% eran amerindios, el 0.11% eran asiáticos, el 0% eran isleños del Pacífico, el 0.55% eran de otras razas y el 1.77% pertenecían a dos o más razas. Del total de la población el 1.27% eran hispanos o latinos de cualquier raza.